# William Cecil (5e marquis d'Exeter)
Pour les articles homonymes, voir William Cecil.
William Thomas Brownlow Cecil, 5e marquis d'Exeter (27 octobre 1876 - 6 août 1956) titré « Lord Burghley » (entre 1895 à 1898) est un homme politique, militaire et pair britannique.

## Biographie
Il est le fils de Brownlow Cecil (4e marquis d'Exeter), et de sa femme, Isabella Whichcote. Il fait ses études au Collège d'Eton et au Magdalene College, Cambridge. En 1899, il est aide de camp du major-général John Edward Boyes, avec la 7e brigade à Aldershot. 
Lord Exeter épouse Myra Orde-Powlett, fille de William Orde-Powlett, 4e baron Bolton, le 16 avril 1901. Ils ont quatre enfants : 
- Letitia Sibell Winifred Brownlow-Cecil (née le 20 novembre 1903 - décédée le 21 juillet 1992 à Dalton Holme, Yorkshire, ANG), épouse Henry Hotham, 7e baron Hotham.
- David George Brownlow Cecil, 6e marquis d'Exeter (1905-1981)
- Martin Cecil (7e marquis d'Exeter) (1909-1988)
- Lady Romayne Elizabeth Algitha Brownlow-Cecil (22 mars 1915 - décédée le 27 juin 2001 Stamford, Lincolnshire, ENG), épouse le major Peter Brassey, fils de Henry Brassey (1er baron Brassey) (en).

## Distinctions

### Décorations britanniques
- Ordre de la Jarretière (11 mai 1937)
- Ordre de Saint-Michel et Saint-Georges (1919)
- Chevalier du très vénérable ordre de Saint-Jean
- Territorial Decoration
- 1914-1915 Star (décembre 1918)
- British War Medal (26 juillet 1919)
- Victory Medal (1er septembre 1919)
- Médaille du jubilé de diamant de Victoria (20 juin 1897)
- Médaille du couronnement du roi Édouard VII (26 juin 1902)
- Médaille du couronnement du roi George V (30 juin 1911)
- Médaille du jubilé d'argent de George V (6 mai 1935)
- Médaille du couronnement du roi George VI (12 mai 1937)
- Médaille du couronnement d'Élisabeth II (2 juin 1953)